# Ernst Wenig
Ernst Dittrich Wenig (* 5. Dezember 1944 in Dessau) ist ein deutscher Schriftsteller, der in der DDR veröffentlicht hat.

## Leben
Ernst Wenig wurde 1944 in Dessau geboren. Sein Vater war ein Ingenieur, der 1944 im Zweiten Weltkrieg gefallen ist, seine Mutter eine Kaufmännische Angestellte. Seine Schulzeit währte von 1951 bis zum Abitur an einer EOS 1963. Dazwischen lagen fünf Jahre, die er in Regensburg bei seiner Mutter verbrachte, bis er mit ihr zusammen 1960 in die DDR – wieder nach Dessau – übersiedelte. Auf einem Schriftstellerbasar kam er in Kontakt mit einem Zirkel Schreibender Arbeiter. Er fühlte sich an seine guten Aufsatznoten erinnert und beabsichtigte sich einem solchen Zirkel anzuschließen, daher datieren seine ersten Schreibversuche aus dem Jahr 1963. Er wurde Mitglied im Zirkel Schreibender Arbeiter der VEB Junkalor „W. Majakowski“ Dessau, zunächst unter Leitung ihres Gründers Werner Steinberg, dann unter dessen Nachfolger Manfred Jendryschik. Sein Romanvorhaben Warten auf ein Gespräch gab er nach mehrfachen Umarbeitungen schließlich als missglückt auf.
Nach dem Abitur arbeitete er von 1963 bis 1964 als Sortimenter im Dessauer Buchhandel, dann als Kohlearbeiter im Kesselhaus Gärungschemie. Von 1965 bis 1966 diente er in der Nationalen Volksarmee. Anschließend war er Produktionsarbeiter im Institut für Zement (IfZ). Von 1967 bis 1971 absolvierte er ein Studium der Wirtschaftswissenschaften in Halle. Als Diplom-Ökonom war er von 1971 bis 1974 in Dessau in einem Projektierungsbetrieb des Bauwesens beschäftigt. Dort war er mit Aufgaben der Organisation, Planung und EDV betraut. Ende 1975 entschied er sich für eine freiberufliche Schriftstellertätigkeit.
Es folgten Veröffentlichungen in Zeitschriften und Anthologien. Er hatte auch schon Theaterkritiken für die Hallenser SED-Bezirkszeitung Freiheit geschrieben, da ihn die Bühnenkunst interessierte, es aber zu einem Studium der Theaterwissenschaft nicht gekommen war. Der Mitteldeutsche Verlag und das Institut für Literatur „Johannes R. Becher“ Leipzig unterstützten ihn mit Förderpreisen. 1975 erschien sein Roman Das Verhältnis im Mitteldeutschen Verlag und erreichte insgesamt sechs Auflagen.
Von 1977 bis 1978 bildete er sich in einem Sonderlehrgang für Szenaristen an der Filmhochschule Babelsberg weiter. Er verlegte sich nun auf Filmszenarien, von denen einige realisiert, die meisten aber nicht angenommen wurden. Der nach seinem für die DEFA erstellten Filmszenarium gedrehte Kinofilm Das Fahrrad mit Heidemarie Schneider und Roman Kaminski in den Hauptrollen wurde 1981 in der DDR ein Erfolg. Danach machte sich Wenig an die Stoffbearbeitung für eine Buchausgabe dieser Geschichte. Der Roman erschien 1982 unter dem Titel Abbruch der Beziehungen.
1984 vereinte Wenig unter dem Titel Manchmal die Männer, immer die Frauen 17 Texte, die zwischen 1968 und 1983 entstanden waren. Der Band weist einen Handlungszeitraum, der sich vom 17. Jahrhundert bis zur Dichtungsgegenwart spannt, aus. Dabei bilden „drei Gesellschaftsordnungen […] den sozialen Rahmen der konfliktreichen Menschengeschichten“.
Von 1982 bis 1986 war er Mitglied im Schriftstellerverband der DDR, ab März 1983 Mitglied des Bezirksvorstandes Halle des Schriftstellerverbandes.

## Rezeption
Der Morgen schrieb über Manchmal die Männer, immer die Frauen: „Stets geht es in den Erzählungen Ernst Wenigs um Menschenschicksale, um Erlebtes, Gedachtes, Erträumtes. Der Autor schreibt über Männer und Frauen unserer Tage, die sich mit Wahrheiten und dem Veränderbaren herumschlagen […]. Ernst Wenig […] bedient sich mitunter einer Sprache, die nicht leicht zugänglich ist, doch ihren eigenen Reiz hat.“ Das Neue Deutschland resümierte: „Eine dicht geschriebene, zum Teil spannungsgeladene Prosa mit knappen, starken Bildern und mit interessanten Alltagsentdeckungen.“

## Werke
- Die Särge des Herrn Leininger. In: Neue Deutsche Literatur, 13. Jg., Heft 10/1965, S. 127–131.
- Die Särge des Herrn Leininger. In: Poetische Werkstatt. Erzählungen und Gedichte des Dessauer Stadtzirkels W. Majakowski. Werner Steinberg (Hrsg.), Verlag der Nation, Berlin 1968, S. 95–100.
- Warum es mir schwerfällt, über meinen Kollegen Schäl, Kurt, ein richtiges Porträt zu schreiben. In: Menschen in diesem Land. Porträts. Herausgeber Sylvia Albrecht, Manfred Jendryschik, Klaus Walther. Mitteldeutscher Verlag, Halle (Saale) 1974, S. 333–350.
- Das Verhältnis. Roman. Mitteldeutscher Verlag, Halle (Saale) 1975.
- Sonntag früh. In: Neue Deutsche Literatur, 24. Jg., Heft 2/1976, S. 136–140.
- Wenn es zum Beispiel Prag nicht gäbe. In: Auf der Straße nach Kłodawa. Reiseerzählungen und Impressionen. Herausgegeben und mit einem Nachwort von Manfred Jendryschik. Mitteldeutscher Verlag, Halle (Saale), 1977, S. 278–289.
- Erzählung zu Senfthagen. In: Basar am roten Turm. Impressionen mit Pinsel und Feder. Herausgegeben vom Schriftstellerverband der DDR – Bezirk Halle. Die Auswahl besorgten: Hinz Sachs, Joachim Rähmer und Günter Gnauck. Mitteldeutscher Verlag, Halle (Saale)/Leipzig 1979, S. 170–171.
- Paralipomena. In: Inge von Wangenheim: Genosse Jemand und die Klassik. Gedanken eines Schriftstellers auf der Suche nach dem Erbe seiner Zeit. Mitteldeutscher Verlag, Halle (Saale)/Leipzig 1981, S. 117–129.
- Abbruch der Beziehungen. Roman. Mitteldeutscher Verlag, Halle (Saale) 1982.
- Bernd Braginski. In: Alfons auf dem Dach und andere Geschichten. Mitteldeutscher Verlag, Halle (Saale)/Leipzig, 1982, S. 279–280.
- Albumblatt für D. M. In: Die Schublade. Texte aus erster Hand. [Band 1.] Herausgegeben von Helga Duty, Roswitha Jendryschik, Karin Röntsch. Mitteldeutscher Verlag, Halle (Saale)/Leipzig 1982, S. 154–159.
- Versuch einer preußischen Legende. In: Die Schublade. Texte aus erster Hand. [Band 1.] Herausgegeben von Helga Duty, Roswitha Jendryschik, Karin Röntsch. Mitteldeutscher Verlag, Halle (Saale)/Leipzig 1982, S. 211–217.
- Der Brief. In: Die Schublade. Texte aus erster Hand. [Band 1.] Herausgegeben von Helga Duty, Roswitha Jendryschik, Karin Röntsch. Mitteldeutscher Verlag, Halle (Saale)/Leipzig 1982, S. 218–220.
- Erzählung zu Senfthagen. In: Neue Deutsche Literatur. Monatsschrift für Literatur und Kritik, 31. Jg., Heft 3/1983, Ein Zirkel stellt sich vor, S. 108–110.
- Manchmal die Männer, immer die Frauen. Erzählungen (= Kleine Edition). Mitteldeutscher Verlag, Halle (Saale)/Leipzig 1984.
- Gelegentlich Gerda G. In: Jetzt. 50 Geschichten vom Alltag. Verlag Philipp Reclam jun., Leipzig 1986, ISBN 3-379-00206-2, S. 38–42.